# Церковь Святого Лаврентия (Ушачи)
Церковь Святого Лаврентия (бел. Касцёл Святога Лаўрэнція) — католический храм в городском посёлке Ушачи, Витебская область, Белоруссия. Относится к Лепельскому деканату Витебского диоцеза. Памятник архитектуры в стиле неоготика. Строился в 1908—1913 годах.

## История

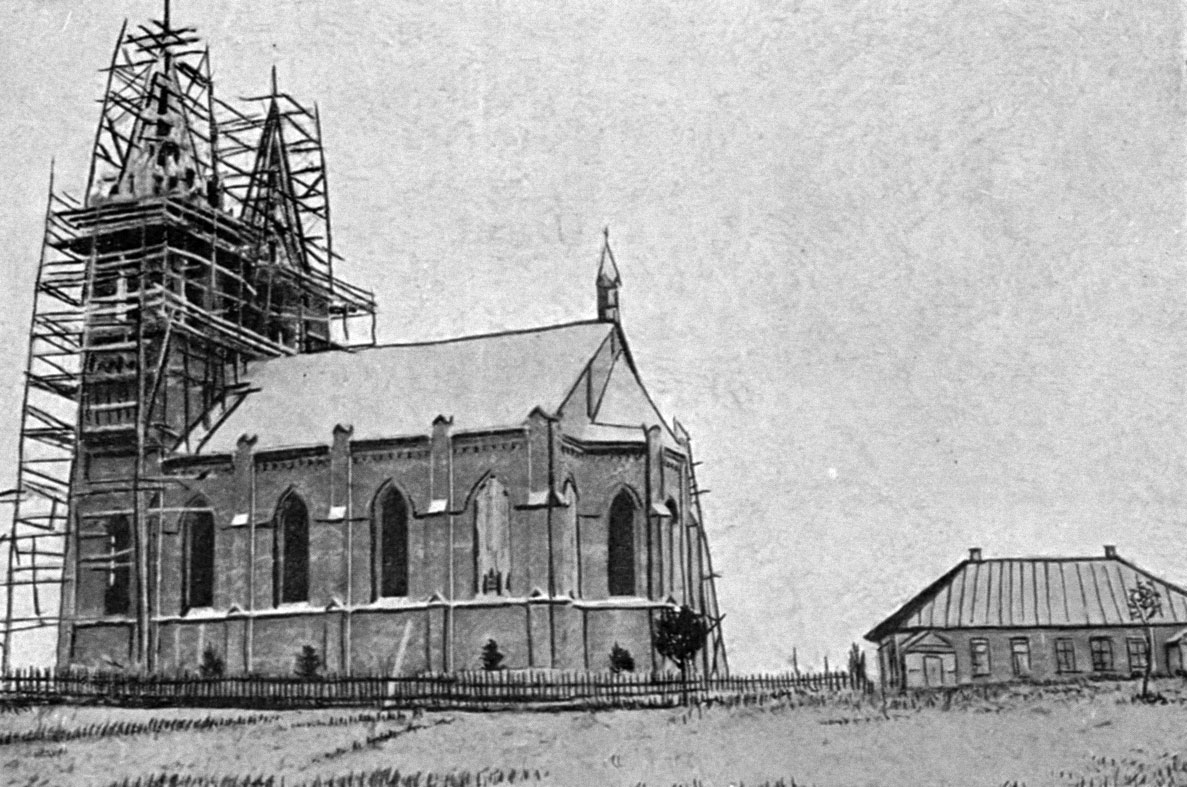
Храм в 1913 году

В 1716 году Иероним Жаба из рода Жабов основал здесь доминиканский монастырь, при котором был выстроен костёл святого Лаврентия. С 1793 года в Ушачах существует самостоятельный приход, доминиканцы содержат школу и больницу посёлка.
В 1758 году Ушачи получили магдебургское право и герб, на котором был изображён святой Лаврентий, который с этого времени стал считаться покровителем не только католического храма, но и всего посёлка. После подавления Польского восстания 1830 года монастырь в Ушачах, как и многие другие монастыри на территории современной Белоруссии, был закрыт; церковь св. Лаврентия стала обычной приходской. После Январского восстания 1863 года был ликвидирован и приход, а церковь передали православным.
В 1905 году поле выхода в свет императорского «Манифеста об укреплении начал веротерпимости» католикам Ушачей удалось получить разрешение на воссоздание прихода и строительство нового храма. Храм был построен в 1908—1913 годах в неоготическом стиле. Перед революцией 1917 года. в приходе насчитывалось 1600 верующих. В 1932 году закрыт.
В 1994 году католический приход св. Лаврентия был возрождён, в 2001 году Церкви было возвращено здание храма и начаты реставрационные работы, продолжавшиеся три года. 24 октября 2004 года епископ Владислав Блин торжественно освятил отреставрированную церковь.

## Архитектура
Храм св. Лаврентия выстроен в неоготическом стиле. Храм однонефный, без трансепта, с трёхгранной апсидой, прямоугольный в плане. Ранее главный фасад был украшен двумя боковыми колокольнями, они не сохранились и не были восстановлены, сейчас над главным фасадом расположена центральная невысокая башня-звонница, увенчанная крестом. Готические черты зданию придают высокие стрельчатые оконные проемы и ступенчатые контрфорсы. В храме хранится почитаемая икона Пресвятой Девы Марии в серебряном окладе.